# Höga Kusten
Das Küstengebiet Höga Kusten (Hohe Küste) in der schwedischen Provinz Västernorrlands län zwischen Härnösand und Örnsköldsvik wurde im Jahr 2000 zum Weltnaturerbe erklärt. Die Region ist namensgebend für die Högakustenbrücke, eine Hängebrücke über den Fluss Ångermanälven. In ihrer Liste mit jährlichen Reiseempfehlungen der New York Times wurde 2022 die Höga Kusten empfohlen.

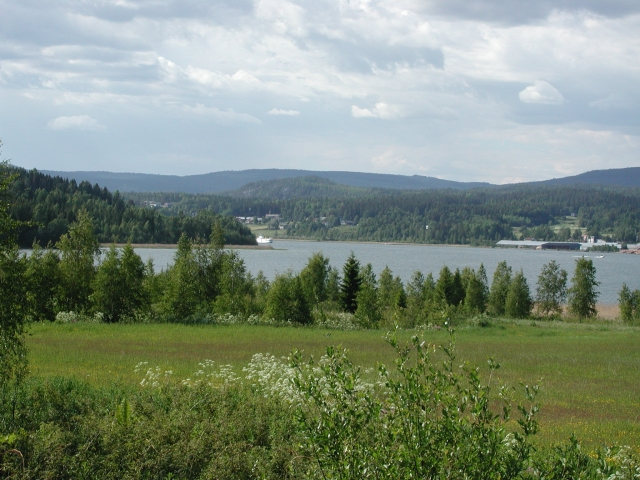
Höga Kusten

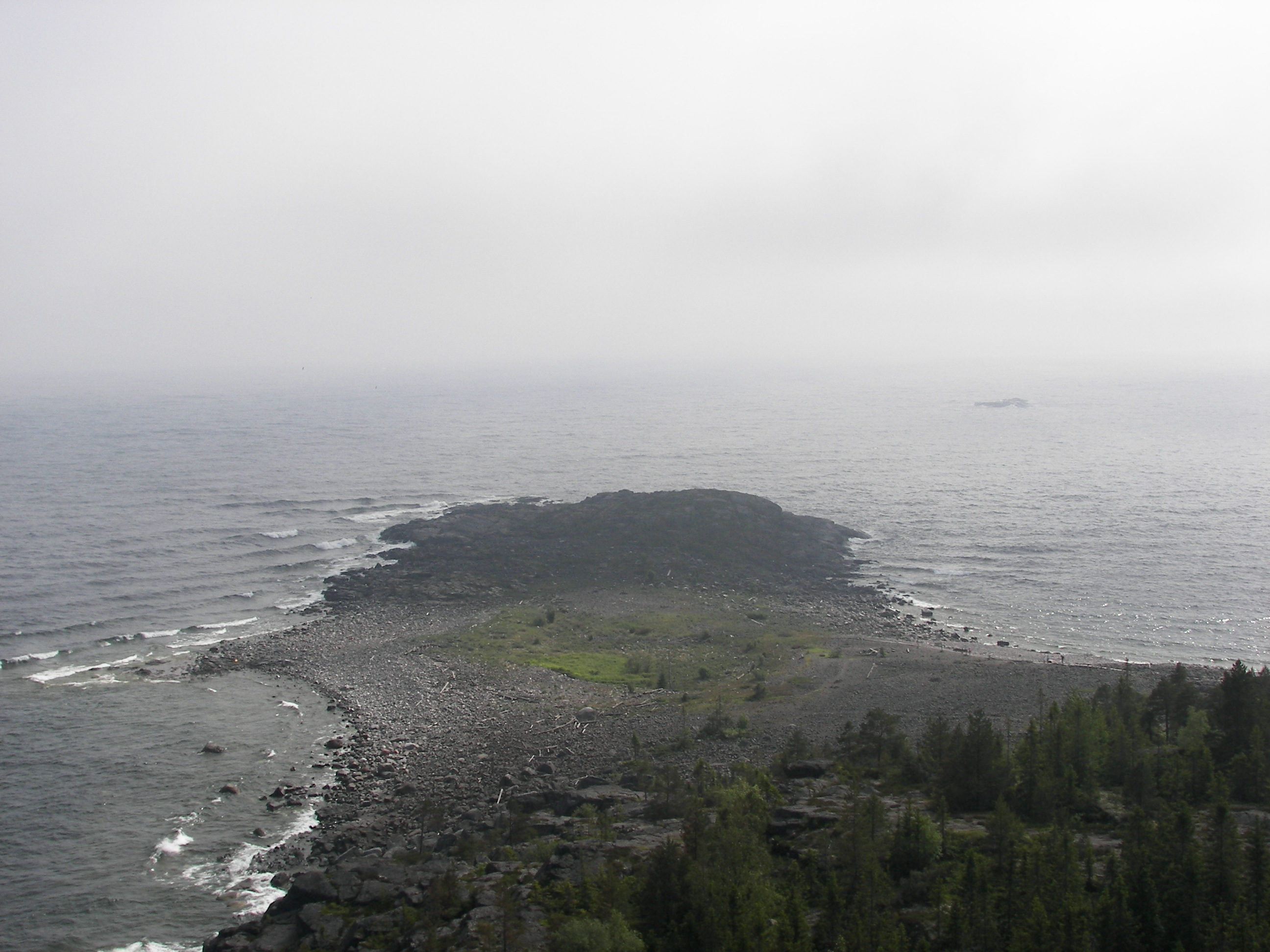
Beginnender Pflanzenbewuchs auf früherem Meeresboden.

## Entstehung
Während der letzten Eiszeit war ganz Skandinavien von Eis bedeckt. Die Eismassen waren etwa 3 km dick und drückten durch ihr Gewicht das Land nieder. Nach dem Abschmelzen der Eismassen begann das Land sich zu heben. Mit 285 m hat das Gebiet Höga Kusten die höchste isostatische Bodenhebung der Welt seit der letzten Eiszeit zu verzeichnen. Gleichzeitig beträgt der Abstand zwischen der höchsten Küstenlinie und der heutigen Küstenlinie aufgrund der topographischen Beschaffenheit nur etwa 3 km. Auf diesen 3 km kann das Vorrücken der Küstenlinie, der Vegetation und auch die Nutzung des Landes durch Menschen in den letzten 7000 Jahren studiert werden. Heute hat sich die isostatische Bodenhebung verlangsamt und beträgt in diesem Bereich etwa 8 mm pro Jahr.

## Weltnaturerbe
Zum Weltnaturerbe gehört auch das marine Gebiet vor der Küstenlinie (etwa 56 % der Fläche), da sich die geologischen Phänomene ins Meer hinaus fortsetzen. Strandsäume tauchen auf, neue Inseln werden geboren, Inseln werden zu Halbinseln. Aber auch die biologischen Verhältnisse im Meer sind durch die Bodenhebung geprägt. Die Ostsee ist ein Brackwassermeer mit marinen Relikten aus der Zeit, als sie noch direkt mit dem Atlantik verbunden war. Die Topographie der Höga Kusten führt dazu, dass es innerhalb eines begrenzten Gebietes verschiedene Typen von Meeresökosystemen gibt. Im Sommer des Jahres 2006 wurden Teile der Kvarken-Region, die hauptsächlich in Finnland liegt, in das Weltnaturerbe aufgenommen. Die seitdem länderübergreifende Welterbestätte heißt Schärenküste - Kvarken-Archipel.
Im Gebiet des Weltnaturerbes Höga Kusten befindet sich der Nationalpark Skuleskogen.

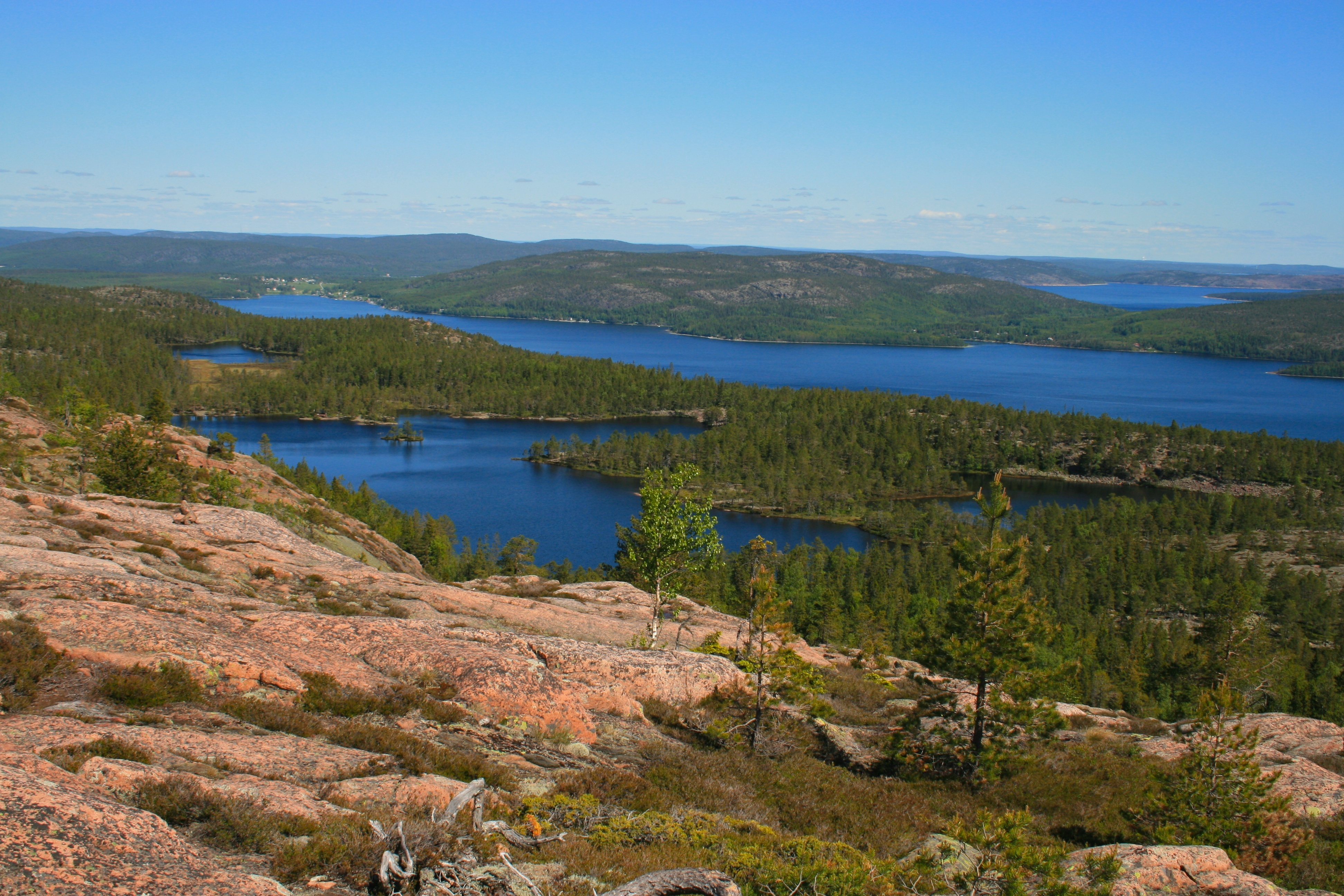
Slåttdalsberget
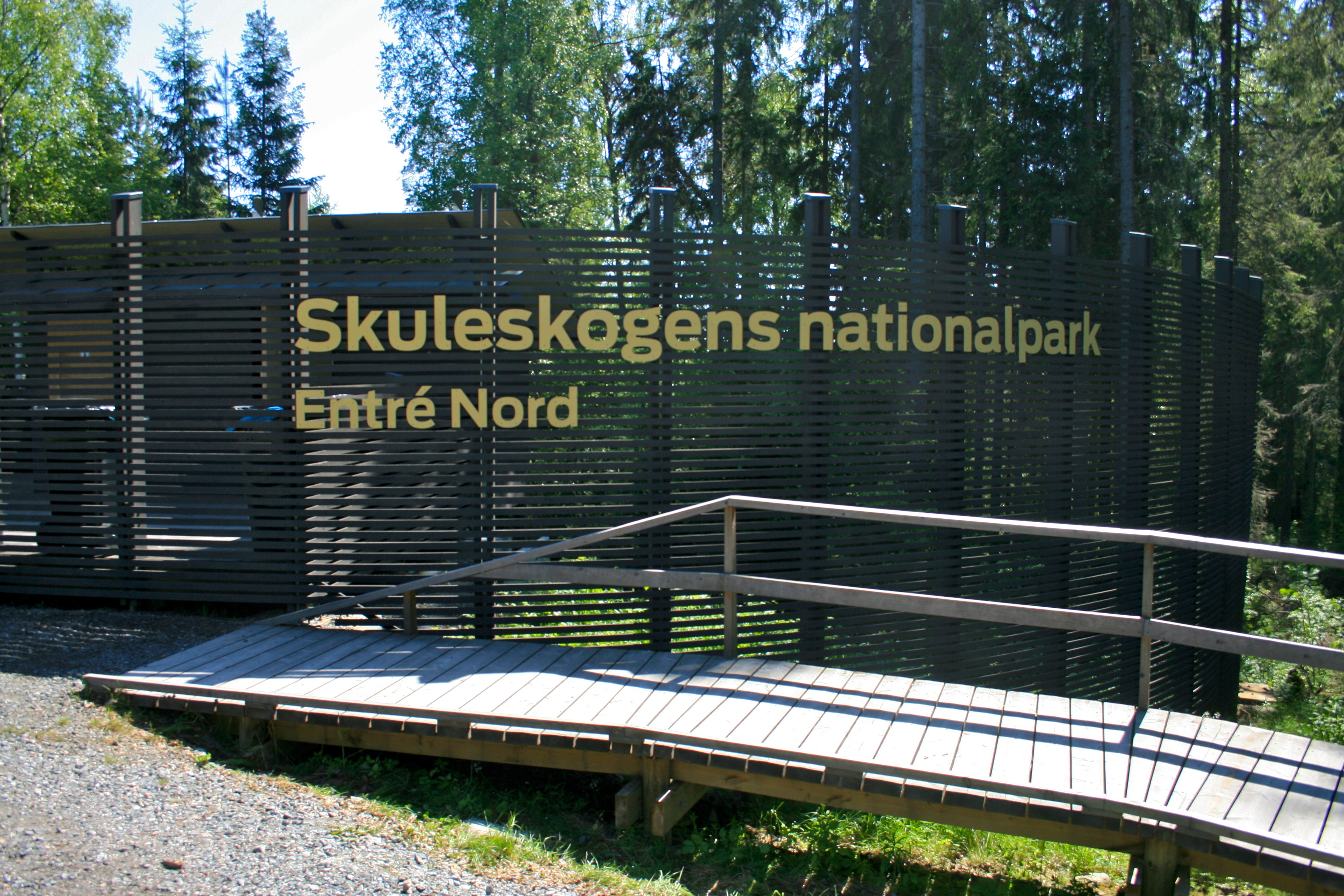
Eingang Nord
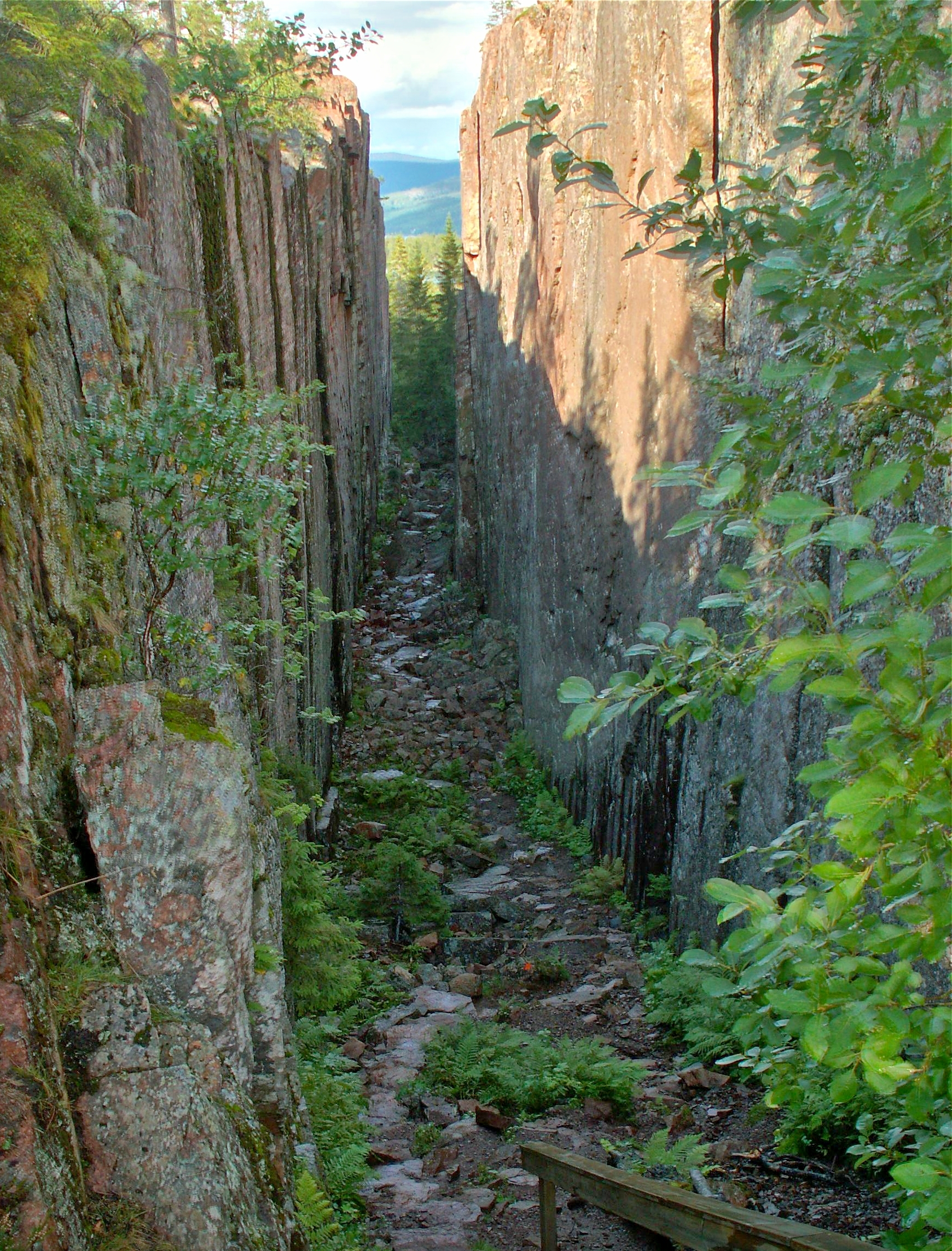
Slåttdalsskrevan

## Aussichtspunkte
- Skuleberget
- Fäberget
- Ögeltjärnsberget
- Högklinten
- Getsvedjeberget